# Conjunto saturado
Em matemática, e em particular em topologia, um subconjunto de um espaço topológico (X, τ) é saturado se é a interseção de subconjuntos abertos de X. No T1 espaço todo conjunto é saturado.
Conjuntos saturados também podem ser definidos em termos de funções sobrejetoras: seja p uma sobrejeção; o conjunto C do domínio de p é chamado saturado se para todo p-1(A) que intersecta C, p-1(A) está contido em C. Isto é equivalente à afirmar que p−1p(C)=C.